# Cunard Building (New York)
Das Cunard Building, früher Standard & Poors Building, ist ein 22-stöckiges Bürohochhaus in Manhattan in New York City.
Das Gebäude befindet sich am Broadway im Financial District in Lower Manhattan, direkt am Bowling Green gelegen. Es wird westlich von der Greenwich Street und nördlich von der Morris Street begrenzt. Südliches Nachbargebäude ist das Bowling Green Offices Building (11 Broadway). Die offizielle Adresse ist 25 Broadway.

## Geschichte
Architekt des Cunard Buildings war Benjamin Wistar Morris mit der Unterstützung des Architekturbüros Carrère and Hastings. Es wurde von 1920 bis 1921 im Stil der italienischen Renaissance (Neorenaissance) erbaut und am 2. Mai 1921 eröffnet. Das Hochhaus war der ehemalige New Yorker Sitz der britisch-amerikanischen Cunard Line, in der Nachbarschaft befanden sich mit der White Star Line und der Panama Pacific Line zwei weitere Sitze von Schifffahrtsgesellschaften. Das Bürogebäude entstand zur Blütezeit des New York Harbors. Die aus Kalkstein bestehende Renaissance-Fassade am Broadway ist in drei horizontale Abschnitte unterteilt. Die anderen drei Gebäudeseiten besitzen eine schlichte Fassade. An der Nord- und Südseite befinden sich große u-förmige Lichthöfe (Lightwells). Im Inneren des Gebäudes finden sich in der Lobby und der „Great Hall“ mit seiner 20 m hohen Kuppel noch Ornamente und Verzierungen wie man sie auf Atlantikdampfern anwendete.
Das Bürogebäude war bis in die 1960er Jahre im Besitz der Tochtergesellschaft Twenty-Five Broadway Corporation der Cunard Line. Von 1974 bis 2000 war in der Great Hall der US-Postdienst ansässig. Die Fassade am Broadway und die hohe Eingangshalle stellte die Landmarks Preservation Commission 1995 unter Denkmalschutz. Das Cunard Building ist Teil des 2007 vom National Register of Historic Places ausgewiesenen Wall Street Historic Districts. Seit 2014 nutzt das italienische Hotel- und Freizeitunternehmen Cipriani S.A. das Erdgeschoss und die Great Hall als Veranstaltungsort. In den Obergeschossen befinden sich Büros und ein Campus der privaten Bildungseinrichtung Léman Manhattan Preparatory School mit Eingang in der Morris Street.

## Ansichten

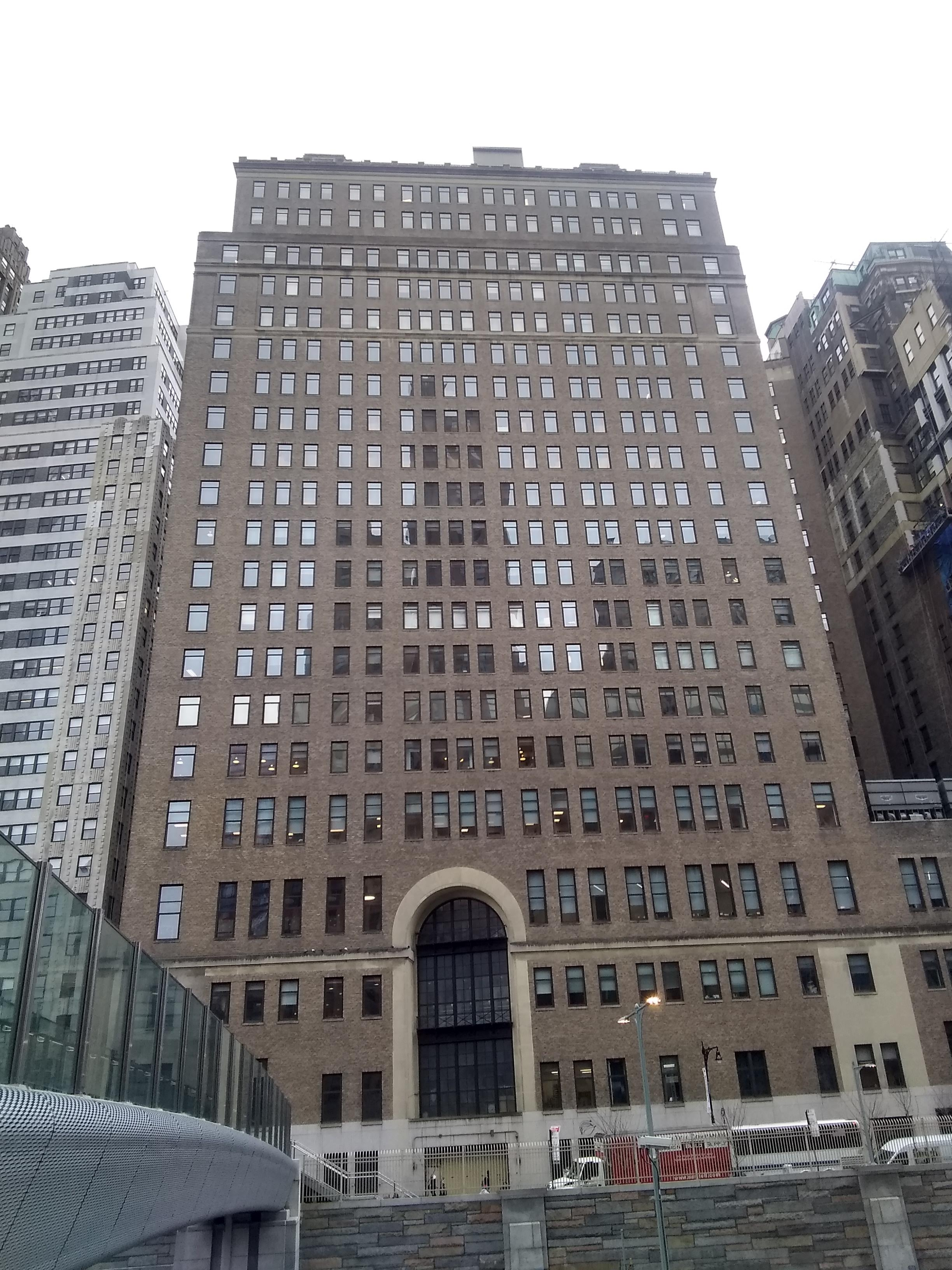
Fassade an der Greenwich Street
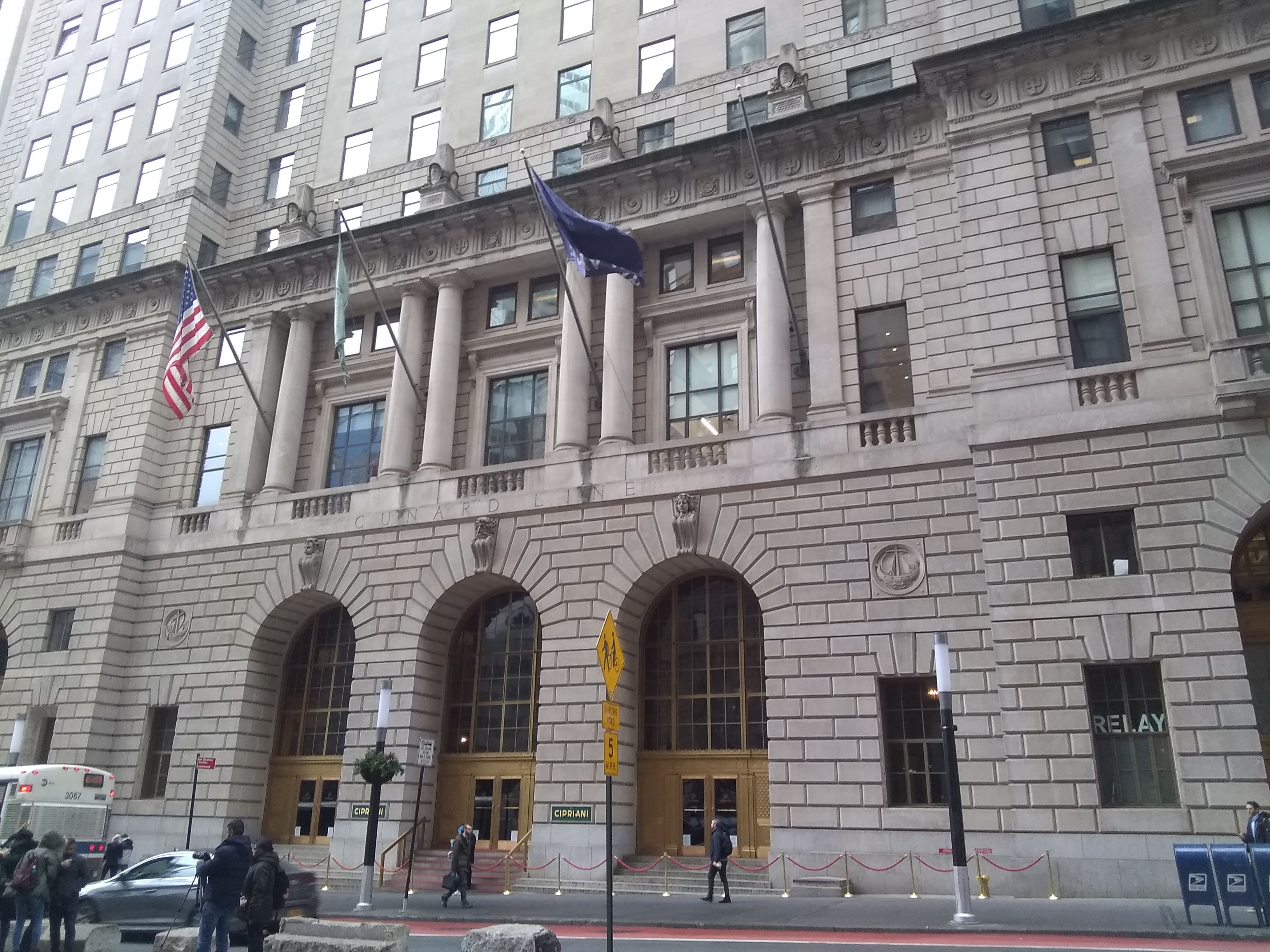
Basis, mittlerer Bereich
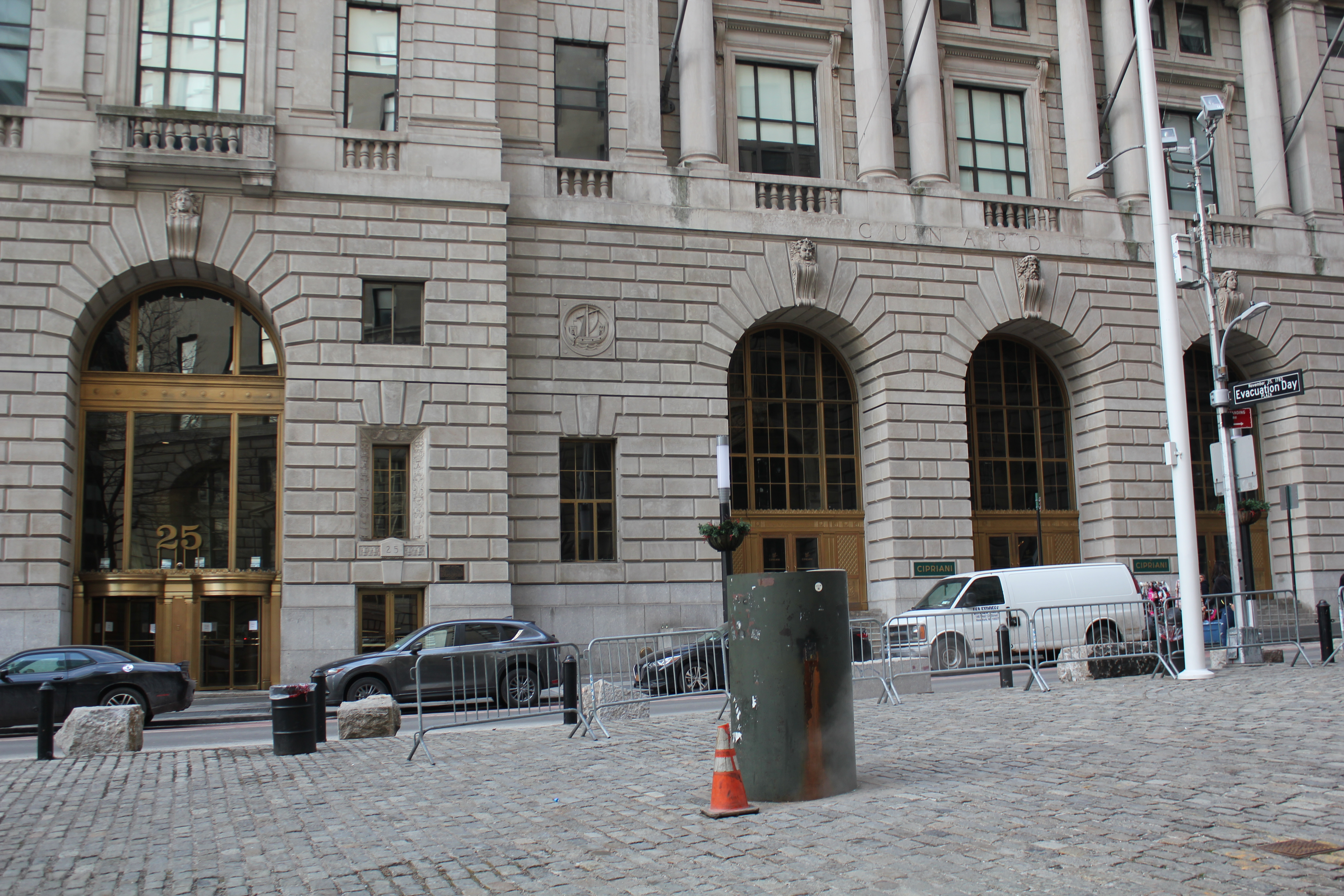
Eingangsportale am Bowling Green
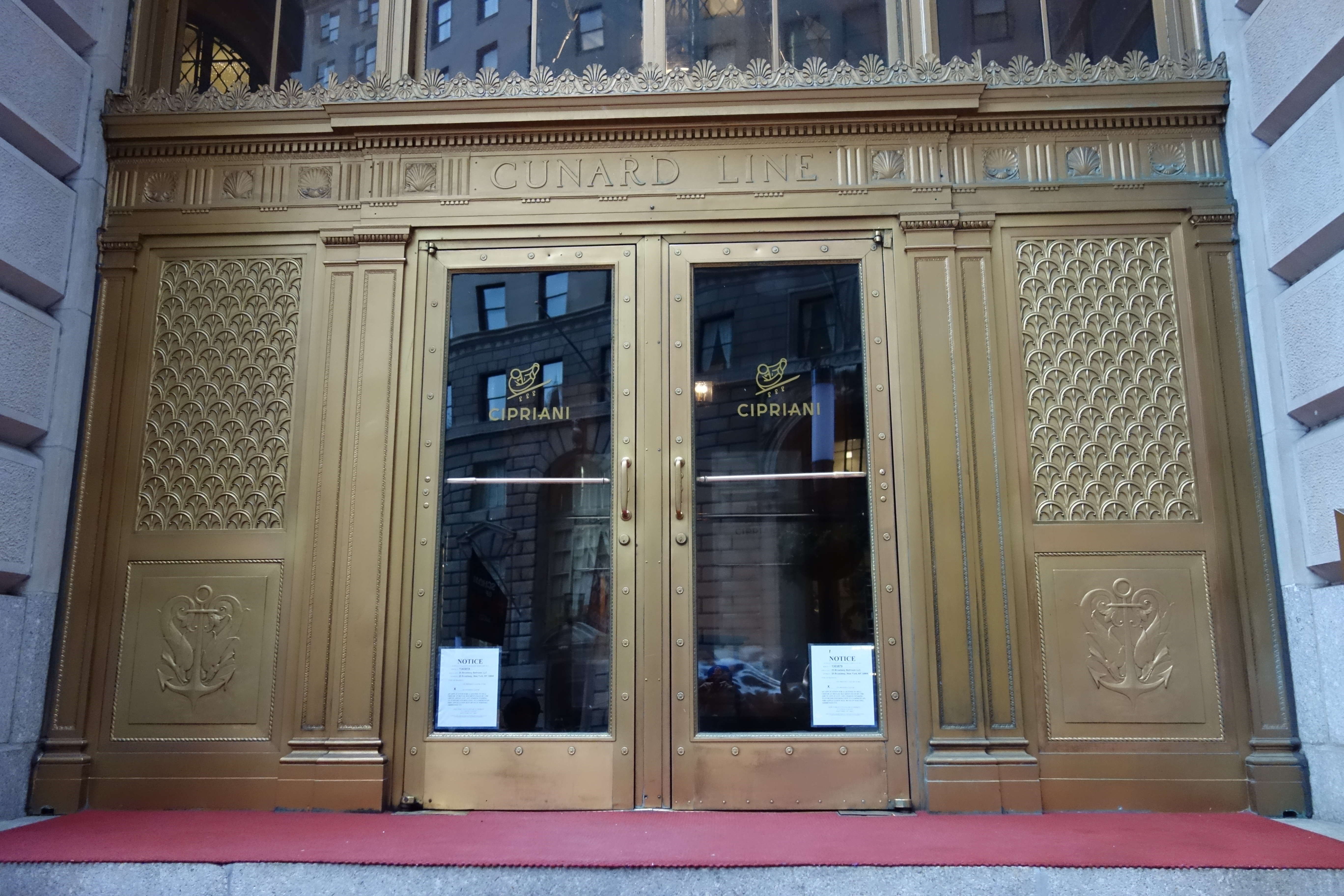
Eine der Eingangstüren am Broadway
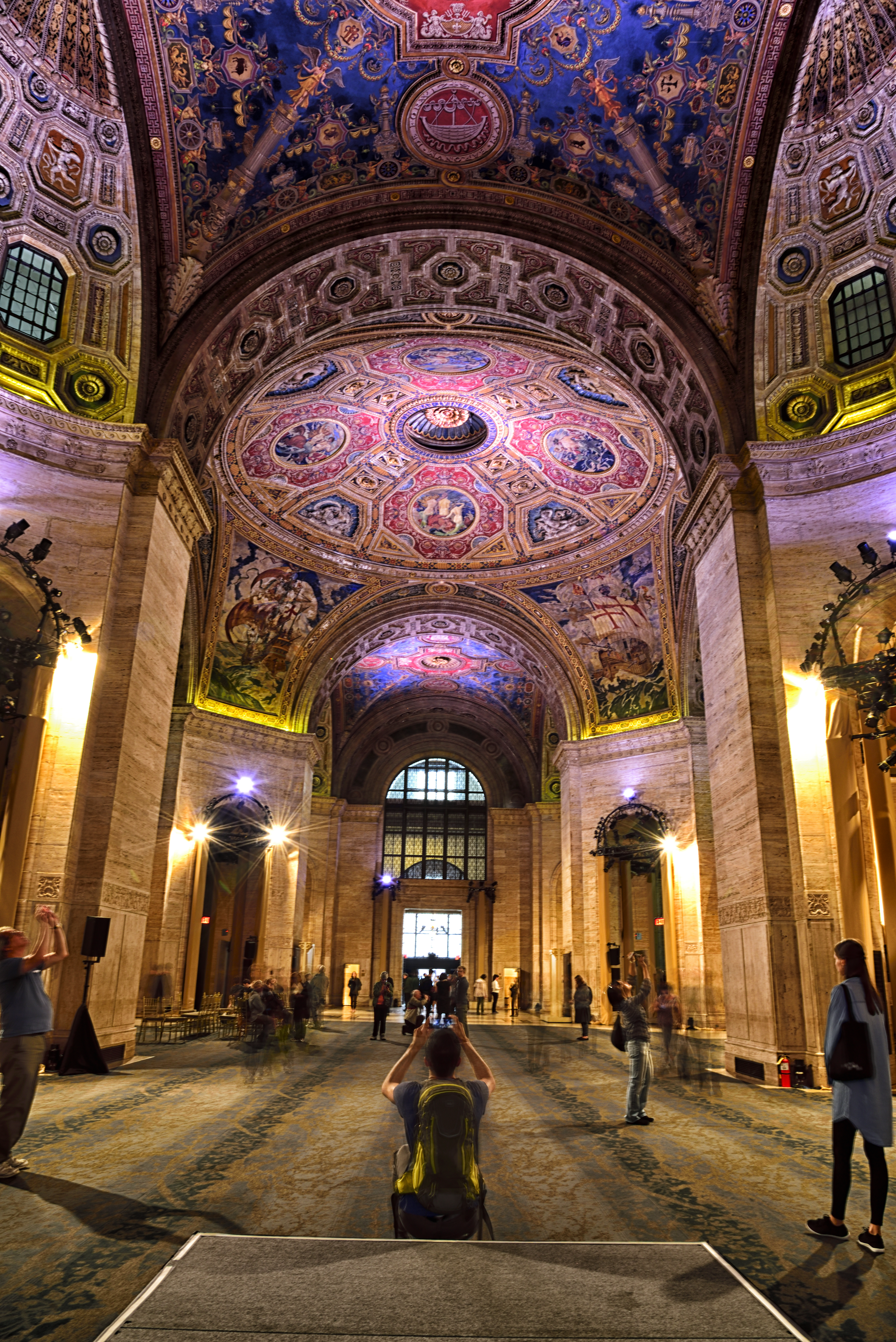
Prachtvolle Lobby (Great Hall)
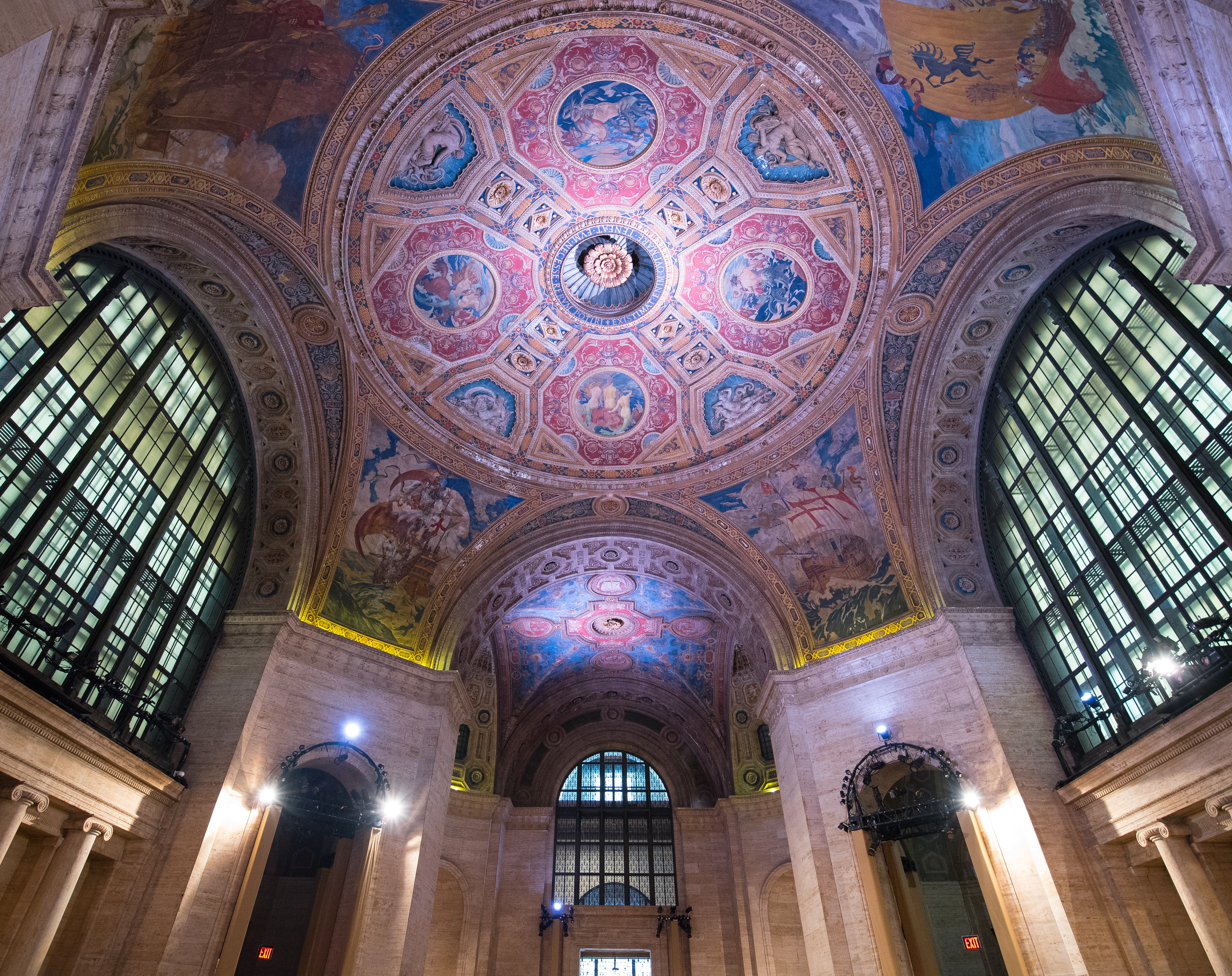
Reich verzierte Decken in der Great Hall
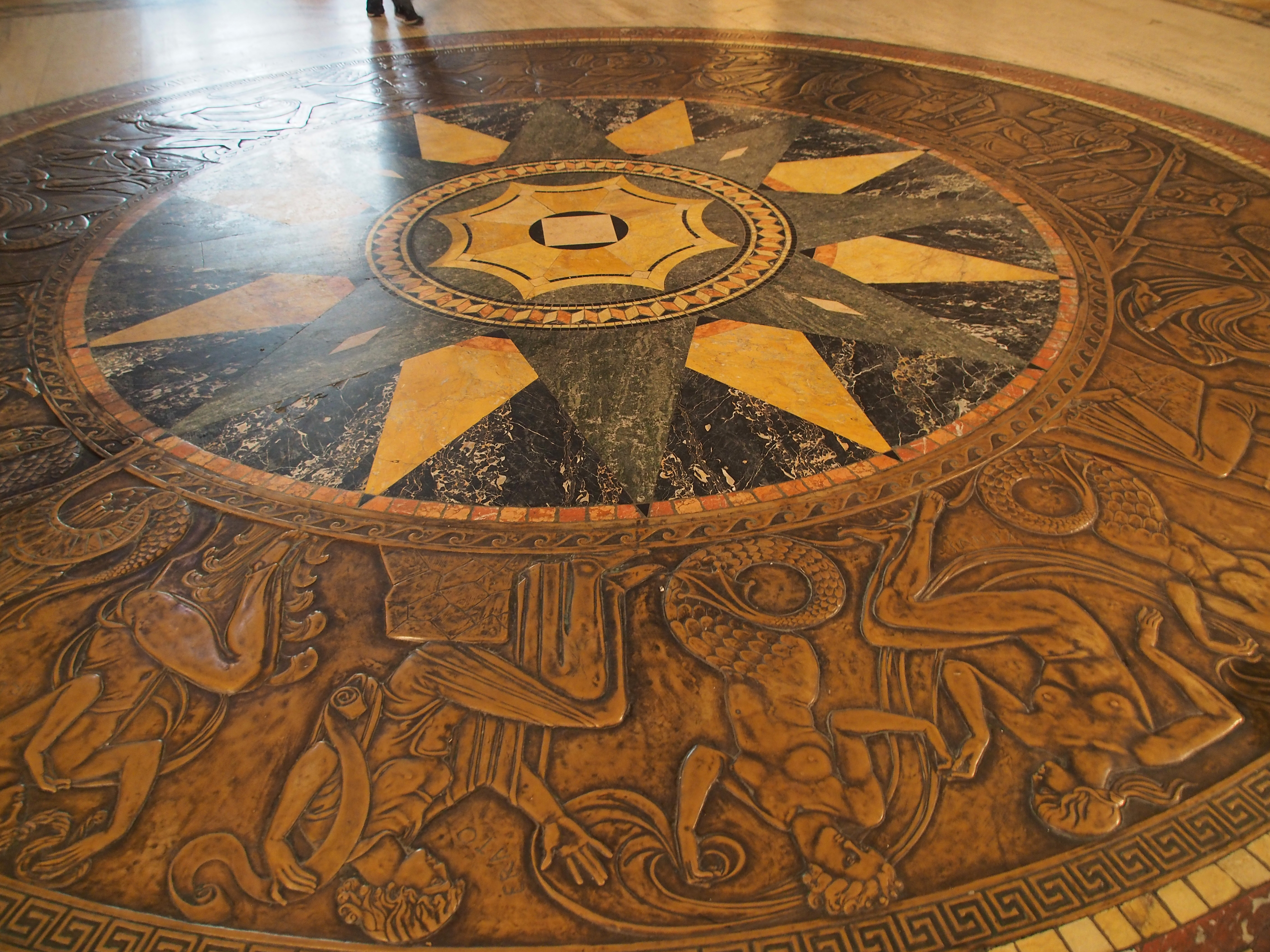
Bodendetail in der Great Hall